# 1892 en rugby à XV
Les faits marquants de l'année 1892 en rugby à XV

## Événements
De nouvelles règles du rugby sont publiées en 1892 : Laws of the Rugby Football Union.

### Janvier
- 2 janvier : début du dixième tournoi britannique
  - Article détaillé : tournoi britannique 1892

### Mars
- 5 mars : dernière journée du tournoi britannique
- L'Angleterre remporte tous ses matches sans concéder de points

Finale du premier championnat de France (USFSA) de rugby
- 20 mars : le Racing club de France devient le premier club champion de France
  - Article détaillé : Championnat de France de rugby à XV 1892

### Récapitulatifs des principaux vainqueurs des compétitions de 1891-1892
- Le Racing club de France est champion de France
- Le Yorkshire est champion des comtés anglais
- La Western Province remporte le championnat d'Afrique du Sud des provinces, la Currie Cup

## Naissances
- Fondation de la New Zealand Rugby Union (NZRU).
- Fondation du FC Grenoble Rugby (FCG).